# Nxamasere
Nxamasere – wieś w Botswanie w dystrykcie North West. Według spisu ludności z 2011 roku wieś liczyła 1584 mieszkańców.